# Associazione Calcio Pistoiese 1995-1996
Questa pagina raccoglie le informazioni riguardanti l'Associazione Calcio Pistoiese nelle competizioni ufficiali della stagione 1995-1996.

## Stagione
Nella stagione 1995-1996 la Pistoiese disputa il campionato di Serie B, non all'altezza del compito di mantenere la categoria, raccoglie 32 punti e l'ultimo posto in classifica, scendendo in Serie C1. Nel girone di andata lotta alla pari con tutte le contendenti, dopo dieci giornate è nona con 13 punti, poi perde terreno, al giro di boa si trova all'ultimo posto con 19 punti raccolti, ma ancora in corsa per la salvezza. Nel girone di ritorno, quando era atteso il maggior sforzo per ritornare in gruppo, gli arancioni hanno perso il giusto passo, retrocedendo con alcune giornate di anticipo sul finale di campionato. Due i tecnici che nel corso della stagione hanno tentato l'impossibile per raggiungere la chimerica salvezza, il torneo è iniziato con Roberto Clagluna, protagonista della scorsa promozione in Serie B, poi da fine febbraio ci ha provato Giampiero Vitali. Le poche soddisfazioni raccolte in questa stagione sono arrivate con i due pareggi (1-1) ottenuti contro il Bologna che ha dominato il campionato, e della vittoria esterna (2-3) a Verona, seconda forza del torneo. Anche nella Coppa Italia la Pistoiese ha ceduto presto, eliminata, già in agosto nel primo turno, dal Perugia.

## Rosa
| N. |                   | Ruolo | Calciatore          |
| -- | ----------------- | ----- | ------------------- |
| 22 | Italia (bandiera) | P     | Emiliano Betti      |
| 1  | Italia (bandiera) | P     | Marco Bizzarri      |
| 12 | Italia (bandiera) | P     | Stefano Pergolizzi  |
| 15 | Italia (bandiera) | D     | Tiziano Aramini     |
| 14 | Italia (bandiera) | D     | Luca Barbini        |
| 5  | Italia (bandiera) | D     | Andrea Bellini      |
| 8  | Italia (bandiera) | D     | Gaetano De Rosa     |
| 19 | Italia (bandiera) | D     | Massimiliano Gori   |
|    | Italia (bandiera) | D     | Francesco Nistri    |
| 6  | Italia (bandiera) | D     | Massimiliano Notari |
|    | Italia (bandiera) | D     | Fabio Rossi         |
| 2  | Italia (bandiera) | D     | Luigi Russo         |
|    | Italia (bandiera) | D     | Emanuele Simoni     |
| 3  | Italia (bandiera) | D     | Daniel Terrera      |
| 17 | Italia (bandiera) | D     | Emanuele Tresoldi   |
| 27 | Italia (bandiera) | C     | Oberdan Biagioni    |
| 21 | Italia (bandiera) | C     | Filippo Biondi      |
| 10 | Italia (bandiera) | C     | Sergio Campolo      |

| N. |                    | Ruolo | Calciatore            |
| -- | ------------------ | ----- | --------------------- |
| 13 | Italia (bandiera)  | C     | Fabrizio Catelli      |
|    | Italia (bandiera)  | C     | Francesco Giovannelli |
| 7  | Italia (bandiera)  | C     | Alberto Nardi         |
|    | Italia (bandiera)  | C     | Mauro Nardini         |
|    | Italia (bandiera)  | C     | Alessandro Rossi      |
| 23 | Italia (bandiera)  | C     | Claudio Sclosa        |
| 16 | Italia (bandiera)  | C     | Danilo Senatore       |
|    | Brasile (bandiera) | C     | Tavares Silveira      |
| 4  | Italia (bandiera)  | C     | Andrea Zanuttig       |
| 20 | Italia (bandiera)  | A     | Gianluca Capobianco   |
| 18 | Italia (bandiera)  | A     | Francesco Fiori       |
|    | Italia (bandiera)  | A     | Gabriele Lombino      |
| 9  | Italia (bandiera)  | A     | Giuseppe Lorenzo      |
|    | Italia (bandiera)  | A     | Graziano Mannari      |
| 11 | Italia (bandiera)  | A     | Angelo Montrone       |
|    | Italia (bandiera)  | A     | Claudio Piperissa     |
|    | Italia (bandiera)  | A     | Simone Tiribocchi     |

## Calciomercato autunnale-invernale
| Acquisti       | Acquisti         | Acquisti | Acquisti          |
| Ruolo          | Nome             | da       | Data d'acquisto   |
| -------------- | ---------------- | -------- | ----------------- |
| Centrocampista | Claudio Sclosa   | Lazio    | 10 settembre 1995 |
| Centrocampista | Mauro Nardini    | Venezia  | 8 ottobre 1995    |
| Difensore      | Fabio Rossi      | Genoa    | 4 novembre 1995   |
| Centrocampista | Oberdan Biagioni | Foggia   | 12 novembre 1995  |
| Attaccante     | Angelo Montrone  | Pescara  | mercato estivo    |

| Cessioni   | Cessioni          | Cessioni         | Cessioni         |
| Ruolo      | Nome              | a                | Data di cessione |
| ---------- | ----------------- | ---------------- | ---------------- |
| Difensore  | Tiziano Aramini   | Saronno          | 31 ottobre 1995  |
| Difensore  | Gaetano De Rosa   | Savoia           | 11 novembre 1995 |
| Difensore  | Massimiliano Gori | Castel di Sangro | 11 novembre 1995 |
| Attaccante | Graziano Mannari  | Pontedera        | 18 novembre 1995 |
| Attaccante | Claudio Piperissa | Poggibonsi       | 2 gennaio 1996   |

## Risultati

### Campionato

#### Girone di andata
| Arbitro: | Serena (Bassano del Grappa) |

|                 |           |  |
| Piangerelli 78’ | Marcatori |  |

| Arbitro: | De Prisco (Nocera Inferiore) |

|                   |           |  |
| Montrone 46’, 83’ | Marcatori |  |

| Arbitro: | Bonfrisco (Monza) |

|                                     |           |             |
| Montella 23’ D. Terreira 45’ (aut.) | Marcatori | 88’ Bellini |

| Arbitro: | Rodomonti (Teramo) |

|                                 |           |  |
| Catelli 83’ (rig.) Montrone 85’ | Marcatori |  |

| Arbitro: | Rossi (Ciampino) |

|              |           |           |
| Montrone 35’ | Marcatori | 22’ Luiso |

| Arbitro: | Borriello (Mantova) |

|                        |           |  |
| Cornacchini 20’ (rig.) | Marcatori |  |

| Arbitro: | Pellegrino (Barcellona Pozzo di Gotto) |

|           |           |                  |
| Fiori 84’ | Marcatori | 34’ G. Bresciani |

| Arbitro: | Cardona (Milano) |

|                            |           |                                   |
| Ghirardello 65’ Baroni 66’ | Marcatori | 38’ Nardi 74’ Bellini 84’ Lorenzo |

| Arbitro: | L. Branzoni (Pavia) |

|              |           |                     |
| Giordano 54’ | Marcatori | 49’ (aut.) D'Angelo |

| Arbitro: | Lana (Torino) |

|              |           |                    |
| Zanuttig 53’ | Marcatori | 87’ (rig.) Marulla |

| Arbitro: | Gronda (Genova) |

|            |           |  |
| Vasari 83’ | Marcatori |  |

| Arbitro: | Quartuccio (Torre Annunziata) |

|  |           |                   |
|  | Marcatori | 56’ Di Giannatale |

| Arbitro: | Cinciripini (Ascoli Piceno) |

|                                |           |                           |
| Lerda 30’ Campolonghi 75’, 86’ | Marcatori | 14’ Montrone 88’ Biagioni |

| Arbitro: | L. Branzoni (Pavia) |

|              |           |                  |
| Montrone 54’ | Marcatori | 47’ M. Giampaolo |

| Arbitro: | Gronda (Genova) |

|                                                              |           |  |
| Notari 49’ (aut.) Marazzina 71’ P. Bresciani 83’ Sciacca 88’ | Marcatori |  |

| Arbitro: | Rosica (Roma) |

|                     |           |           |
| Biagioni 79’ (rig.) | Marcatori | 58’ Facci |

| Arbitro: | Franceschini (Bari) |

|              |           |                   |
| Aglietti 15’ | Marcatori | 76’ (aut.) Scarpi |

| Arbitro: | Serena (Bassano del Grappa) |

|           |           |  |
| Nardi 56’ | Marcatori |  |

| Arbitro: | Cardona (Milano) |

|                      |           |  |
| Vecchiola 76’ (rig.) | Marcatori |  |

#### Girone di ritorno
| Arbitro: | Borriello (Mantova) |

|             |           |                          |
| Nardini 68’ | Marcatori | 64’ Teodorani 82’ Hubner |

| Arbitro: | Dagnello (Trieste) |

|                                  |           |  |
| Notari 57’ (aut.) Simutenkov 87’ | Marcatori |  |

| Pistoia 4 febbraio 1996 22ª giornata | Pistoiese          | 0 – 0 | Genoa | Stadio Comunale\| Arbitro: \| Ercolino (Cassino) \| |
| Arbitro:                             | Ercolino (Cassino) |       |       |                                                     |

| Arbitro: | Boggi (Salerno) |

|                         |           |             |
| Rastelli 11’ Giudti 57’ | Marcatori | 30’ Lorenzo |

| Arbitro: | Beschin (Legnago) |

|                |           |  |
| Luiso 51’, 70’ | Marcatori |  |

| Arbitro: | Bazzoli (Merano) |

|                       |           |           |
| Lorenzo 34’ Nardi 85’ | Marcatori | 75’ Negri |

| Arbitro: | Franceschini (Bari) |

|                |           |             |
| Cornacchini 9’ | Marcatori | 39’ Catelli |

| Arbitro: | Pellegrino (Barcellona Pozzo di Gotto) |

|           |           |                        |
| Fiori 55’ | Marcatori | 5’ De Vitis 45’ Zanini |

| Pistoia 31 marzo 1996 28ª giornata | Pistoiese       | 0 – 0 | Chievo | Stadio Comunale\| Arbitro: \| Gronda (Genova) \| |
| Arbitro:                           | Gronda (Genova) |       |        |                                                  |

| Arbitro: | Rosica (Roma) |

|                       |           |  |
| Alessio 53’ Tatti 85’ | Marcatori |  |

| Arbitro: | Rossi (Ciampino) |

|                         |           |             |
| Lorenzo 35’ Nardini 77’ | Marcatori | 67’ Barraco |

| Arbitro: | Ercolino (Cassino) |

|           |           |                       |
| Baldi 71’ | Marcatori | 44’ Nardi 90’ Nardini |

| Arbitro: | Stafoggia (Pesaro) |

|                    |           |                  |
| Luzardi 24’ (aut.) | Marcatori | 12’ A. Filippini |

| Arbitro: | Rodomonti (Teramo) |

|                            |           |              |
| Palumbo 83’ A. Morello 85’ | Marcatori | 27’ Montrone |

| Arbitro: | Treossi (Forlì) |

|                                 |           |                                 |
| Montrone 14’ Di Bari 43’ (aut.) | Marcatori | 23’ Kolyvanov 75’, 89’ Baglieri |

| Arbitro: | Racalbuto (Gallarate) |

|                                |           |                     |
| A. Pirri 43’ (rig.) Pisano 69’ | Marcatori | 76’ (rig.) Biagioni |

| Arbitro: | De Santis (Tivoli) |

|  |           |                         |
|  | Marcatori | 19’ Aglietti 52’ Pasino |

| Arbitro: | Serena (Bassano del Grappa) |

|           |           |  |
| Lemme 36’ | Marcatori |  |

| Arbitro: | Farina (Novi Ligure) |

|                                |           |                                             |
| Bellini 5’ Biagioni 60’ (rig.) | Marcatori | 1’ Polesel 9’ Bortoluzzi 35’ Da. Pellegrini |

### Coppa Italia
| Arbitro: | Borriello (Mantova) |

|  |           |            |
|  | Marcatori | 64’ Giunti |